# 設楽詠美子
設楽 詠美子（しだら えみこ、1976年〈昭和51年〉1月20日 - ）は日本の政治家、歯科医師。茨城県筑西市長（1期）。元茨城県議会議員（4期）。

## 来歴
茨城県下館市（現・筑西市）出身。作新学院高等学校、鶴見大学歯学部を卒業した。新潟大学や自治医科大学で研修医となり、川崎医科大学助手を経て、東京大学大学院医学部国際保険学客員研究員となる。
2010年、茨城県議会議員選挙に民主党公認で立候補し、初当選した。以後、4期連続当選。民進党の分裂後は（旧）国民民主党に所属し、同党解党後の2021年2月に（新）立憲民主党に入党。立憲民主党では茨城県連幹事長を務めた。
2022年1月、立憲民主党県連が実施した同年夏の第26回参議院議員通常選挙茨城県選挙区の候補者公募に応募し、県連は設楽を擁立する方向で調整を進めたが、同年4月には立憲の支持母体である連合茨城が主導する形で堂込麻紀子の擁立を決めたため、県連は独自候補の擁立を取りやめた。
2025年1月29日、同年4月に予定される筑西市長選挙への立候補を表明。3月31日、県議を辞職。
2025年4月20日投開票の筑西市長選挙で元市議2人を破って初当選した。次点とは21票差の僅差であった。
4月24日、筑西市長に就任した。